# Tipula breviscapha
Tipula breviscapha är en tvåvingeart som beskrevs av Alexander 1953. Tipula breviscapha ingår i släktet Tipula och familjen storharkrankar. Inga underarter finns listade i Catalogue of Life.